# RTV Noordoost Twente
RTV Noordoost Twente is de lokale omroep voor de gemeenten Dinkelland, Losser, Oldenzaal en Tubbergen.

## Radio

### Twente FM
Het radiostation Twente FM is gestart in 1997 als opvolger van Radio Denekamp Lokaal dat vanaf 1994 actief was en is sinds 1 januari 2013 onderdeel van RTV Noordoost Twente. Op Twente FM is informatie uit de streek, muziek en andere zaken die in de regio spelen te horen. Twente FM draait volgens een AC format dat Engels-, Nederlands- en Duitstalige popmuziek bevat van de jaren zestig tot heden. Na de fusie van Stichting Twente FM met de lokale omroep RTV Losser-Oldenzaal, die op 18 december 2012 door het Commissariaat voor de Media is bekrachtigd, is het station ook in deze genoemde gemeenten te ontvangen.

### Accent FM
Onder de naam Dinkel FM startte Twente FM begin 2008 een tweede radiostation op. In 2007 stond het Commissariaat voor de media het starten van een themakanaal als neventaak van de lokale publieke omroep toe. Twente FM is op deze mogelijkheid ingesprongen door middel van het starten van een radiozender met uitsluitend piratenmuziek. Dinkel FM werd in 2013 omgedoopt in Accent FM, de oude naam van het radiostation van RTV Losser-Oldenzaal.

### Overname Regio FM
In juli 2019 werd de lokale omroep van Wierden, stichting Regio FM overgenomen. Sindsdien is Twente FM ook te ontvangen in de gemeente Wierden. 

## Televisie
Het televisiekanaal van de omroep heet Twente TV. Hierop is 24 uur per dag tekst-tv te zien met het nieuws uit de regio. Op de achtergrond is Twente FM te horen.
Elke dinsdagavond zendt RTV-Losser uit om 18.00 – 20.00 - 21.00 – 22.00 en om 23.00 uur op het kanaal van Twente TV. Zij brengen een jeugdjournaal en een weekoverzicht met nieuws uit de gemeente Losser.